# 氹仔平民新邨
氹仔平民新邨（葡萄牙語：Bairro Social da Taipa），是澳門一個由葡屬澳門房屋司所興建社會房屋項目，由澳門房屋局擁有及負責分配給澳門合資格家團競投租賃，位於氹仔地堡街，由三幢樓宇所組成，於1992年落成入伙。

## 歷史
1992年8月，氹仔平民新邨第9至11座正式入伙。
2012年5月14日，氹仔老人保健站正式遷入氹仔黑橋街平民新村第九座地下並投入服務。
2014年11月18日上午10時，位於邨內地庫的停車場正式對外開放予公眾使用，並命名為“黑橋街停車場”，提供175個輕型汽車及電單車泊車位，採用日夜間兩個不同時段收費模式運作。
2017年5月中旬，澳門電訊於邨內的第九第十一座休憩區增設“CTM Wi-Fi熱點”服務。
2018年，同善堂於氹仔開設三間中醫診所，其中於氹仔平民新邨內開設的“同善堂氹仔平民新村中醫分診所”於該年3月13日起投入服務，提供趺打科服務。
2021年3月8日，由市政署設立，位於第11座地舖的“黑橋24小時政府自助服務區”正式啟用。
2021年12月21日，位於地面層由環境保護局營運的氹仔黑橋環保加Fun站投入運作，取代設於黑橋街的“環保Fun乾淨回收街站”。
2022年10月21日，位於氹仔黑橋街平民新邨第11座地下的“市政署氹仔黑橋活動中心”正式啟用。

## 配套設施
- 黑橋街停車場：位於第10座及11座之間的地庫[9]
- 海島市居民群益會頤康中心 （页面存档备份，存于）
- 氹仔老人保健站
- 同善堂氹仔平民新村中醫分診所 （页面存档备份，存于）
- 市政署氹仔黑橋24小時政府自助服務區[10]
- 黑橋環保加Fun站：於2021年12月21日增設，取代位於黑橋街的“環保Fun乾淨回收街站”[11]。
- 婦聯離島家庭服務站 （页面存档备份，存于）
- 氹仔平民新村休憩區
- 市政署氹仔黑橋活動中心：利用離島社區諮詢委員會前會議室優化及改造，面積約175平方米，設有閱覽區、電腦區及活動室，並開設多項興趣班供居民報名。於2022年10月21日起開放[12]。

## 改善工程

### 黑橋街停車場
2014年3月25日，土地工務運輸局就黑橋街公眾停車場設施改善工程進行公開開標，共收到9份標書，但其中1份不被接納。工程工期最長120天，爭取第3季完成。在收到的9份標書中，有1份標書因欠缺招標方案要求的全部文件，且在土地工務運輸局沒有施工註冊而不獲接納。其餘獲接納的8份標書，建議工程造價介乎330多萬澳門元至460多萬澳門元不等。工程內容除翻新停車場天花及牆身飾面等工作外，還包括建造停車場收費處及公眾洗手間、設立停車場出入口閘機和管理系統、更換部分已老化的機電及消防設施，並修葺現場排水系統等。
2014年10月30日，政府宣佈氹仔黑橋街公眾停車場設施改善工程已基本竣工，相關工程於該年第二季動工，待水、電接駁完成後，將可交付交通事務局跟進後續相關工作，包括黑橋街公眾停車場的泊車規章制訂等，以盡快開放予公眾使用。
2014年11月18日上午10時，位於氹仔平民新邨第10座及11座之間的地庫停車場正式對外開放予公眾使用，採用日夜間兩個不同時段收費模式運作。

### 大廈結構維修及整治工程
2017年7月25日，氹仔平民新邨整治工程開標，以改善氹仔平民新邨引起滲漏問題的設施老化及破損，以及對地面平台花園配套設施進行優化設計。有關工程合共收到28份標書，並爭取於今年底動工，工期不超過210個工作天。房屋局表示，工程主要包括維修因天台防水層破損及排水管道淤塞，以致外牆及窗框的滲漏，以及地面平台花園部分飾面老化及破損，導致地庫公共停車場的滲漏，工程主要涉及3座氹仔平民新邨，合共約10多個的頂層複式單位。他解釋，該處於2、3年前經已出現滲水情況，期間亦作過簡單維修，惟未能全面解決問題。

## 交通

### 公共巴士
T323 黑橋／地堡街（Ponte Negra / R. do Regedor）
路線：11、15、22、28A、30、33、34

### 輕軌
- █  氹仔線運動場站及排角站（步行約7分鐘）

## 相關爭議

### 單位空置問題
2014年2月下旬，澳門扎鐵工會懷疑邨內多個社屋單位空置，希望政府讓申請社屋的家團入住。該會會長黃偉民稱，他在2013年10月轉到氹仔平民新邨5樓的單位居住，其後發現這個樓層約10個單位沒有人入住，並懷疑其他樓層亦有單位空置，希望政府讓申請社屋的家團入住。團體計劃到政府部門遞請願信，反映意見。

### 停車場空置問題
2014年1月20日，時任澳門立法會直選議員陳明金提交書面質詢，指為配合松樹尾一幅土地興建社區中心，當局於該年1月8日起全面圍封該臨時停車場並取消約90個咪錶泊位。不少居民反映，該區原本的泊車位已經非常緊缺，臨時停車場的停用，直接影響了區內居民泊車及不少商家生計。另根據居民反映位於區內的平民新邨地下停車場原本約有四十、五十個泊車位，但不知何故已封閉一年有餘，令該區本已捉襟見肘的泊車位更為緊缺。就此情況，其服務處工作人員前往該停車場了解，發現停車場閘口放置了交通事務局的水馬，但並未貼有任何告示，詢問大廈居民亦表示從未獲當局告知，為此致電相關部門查詢：澳門房屋局指早前交予民政總署使用；而民政總署則稱使用後已轉交予交通事務局；交通事務局工作人員回覆又稱可能尚處於交接中，未能具體告知現時情況。輾轉幾個部門，始終未能獲解釋停車場停用一年多的具體原因。
2014年3月24日，交通事務局回覆該書面質詢，指當時正開展氹仔平民新村停車場的圖則設計及招標工作，有關改善工程於本月公開招標，預計於第3季完工，停車場內共設置94個輕型車車位、80個電單車車位及1個殘障人士車位。 

### 停車場收費標準問題
2014年11月10日，政府公報刊登 "黑橋街停車場之使用及經營規章＂，該停車場是繼位於澳門半島鄰近亞美打利庇盧大馬路的栢寧停車場後，另一引入不同時段收費措施的公共停車場，藉以加大繁忙時段停車場的流轉率，更充分利用公共資源。該停車場之汽車泊位以兩個時段收費，分別為上午9時至晚上10時收費每小時6元，其餘時段收費每小時3元。電單車泊位收費則每小時1元。
交通事務局解釋，是希望增加車位的流動性，提升使用率。收費參考了調整泊車費率的相關研究建議方案、市民的認受能力、鄰近停車場收費，以及考慮減少車輛進出停車場影響巴士站運作。

## 外部連結
- 第116/2016號行政長官批示 - 《黑橋街停車場之使用及經營規章》 （页面存档备份，存于）